# 楊明州
楊明州（1956年10月13日—），臺灣彰化縣溪湖鎮人，曾任台灣糖業公司董事長、高雄市政府工務局副局長、局長、副秘書長、秘書長、參事及副市長、代理市長等職務。

## 生平

### 高雄市政府事務官
楊明州出身國立成功大學土木工程研究所，於1984年進入高雄市政府，於工務局擔任幫工程司，而後升任科長、下水道工程處處長、養護工程處處長、建築管理處處長、工務局副局長等，並於高雄市市長陳菊任內出任工務局局長，後因2014年8月氣爆事故辭職，轉任市府參事，後於同年11月復任工務局局長，隔年8月又調參事；之後歷任副秘書長、秘書長、副市長等職務，市長韓國瑜上任後調任秘書長、參事。

### 代理高雄市市長
2020年6月12日，由於時任市長韓國瑜遭到罷免，行政院指派楊明州代理高雄市市長一職，成為高雄縣市合併後首位無黨籍市長。同年6月13日，由行政院秘書長李孟諺監交，楊明州與韓國瑜團隊交接、宣誓布達後，正式就任代理高雄市市長。
楊明州針對高雄市政府懸缺的局處首長職務宣布由現有的副首長、參事、參議等暫代職位，不會另聘外部人士代理；對於韓國瑜市府的既有政策，例如「高雄振興購物嘉年華」活動，考量到市政建設的延續性，會盡快進行通盤的瞭解。首要任務為避免市政出現空窗，妥善處理防疫、防颱、防汛工作；秉持公正立場擔任市府選務角色，讓市長補選能順利完成。宣布恢復每日早上8點晨會，聽取、瞭解各方對於市政的需求。
2020年6月14日，高雄市政府公布懸缺職位代理人選。副市長原編制三位，僅由原參事王世芳一人代理；負責協助出席會議與參加活動等，精簡人事目的是為節省公帑。行政暨國際處長、水利局長由原參事代理；民政局長、新聞局長由原參議代理；研究發展考核委員會、原民會主委由原副主委代理；客委會主委由原主秘代理，毒品防制局長則由原顧問代理。其餘包括財政局長、教育局長、勞工局長等，共20處懸缺局處首長，皆由原副局長代理職務。
2020年8月24日，新任市長陳其邁宣誓就職，楊明州再度回任市府秘書長；2022年1月，因屆齡退休而辭職，由時任副秘書長郭添貴升任秘書長職務。

### 台糖董事長
2023年4月20日，楊明州出任台糖董事長；2024年10月28日，因屆齡退休而辭職。